# Listă de filme franceze din 2004
Aceasta este o listă de filme franceze din 2004:
| 2004                   |                                   |                                                   |                  |                                                              |
| 5x2                    | François Ozon                     |                                                   | Drama            | Nominated for Golden Lion & 1 win                            |
| À Tout de Suite        | Benoît Jacquot                    | Isild Le Besco                                    | Drama            | 1 win (best art direction) Gijón International Film Festival |
| Clean                  | Olivier Assayas                   | Maggie Cheung, Nick Nolte                         | Drama            | 2 wins (Cannes) & 3 nominations                              |
| The Chorus             | Christophe Barratier              |                                                   | Comedy drama     | Nominated for 2 Oscars, +9 wins, +18 nom.                    |
| Exils                  | Tony Gatlif                       |                                                   |                  | Won the Best Director Award at Cannes                        |
| Garçon stupide         | Lionel Baier                      | Pierre Chatagny                                   | Comedy drama     | 1 nomination                                                 |
| Le Grand Voyage        | Ismaël Ferroukhi                  |                                                   | Drama            | 4 wins, +3 nominations                                       |
| I Am the Ripper        | Eric Anderson                     | Nicholas Tray                                     | Horror           |                                                              |
| L'Intrus               | Claire Denis                      | Michel Subor, Béatrice Dalle                      | Drama            | 2 nominations                                                |
| Kings and Queen        | Arnaud Desplechin                 | Mathieu Amalric, Emmanuelle Devos                 | Drama/Comedy     | 4 win & 4 nominations                                        |
| Lightweight            | Jean-Pierre Améris                |                                                   |                  | Screened at the 2004 Cannes Film Festival                    |
| Look at Me             | Agnès Jaoui                       | Agnès Jaoui, Jean-Pierre Bacri                    | Drama            | Nominated for Palme d'Or, +5 wins, +4 nom.                   |
| Lupta cu zombi         | Edgar Wright                      | Simon Pegg, Nick Frost                            | Comedy           |                                                              |
| Nelly                  | Laure Duthilleul                  |                                                   |                  | Screened at the 2004 Cannes Film Festival                    |
| Notre musique          | Jean-Luc Godard                   | Sarah Adler                                       | Drama            | 1 win & 3 nominations                                        |
| Souli                  | Alexander Abela                   | Eduardo Noriega                                   | Drama            |                                                              |
| Triple agent           | Eric Rohmer                       | Katerina Didaskalu, Serge Renko                   | Drama / Thriller | 1 nomination                                                 |
| Les 11 commandements   | François Desagnat Thomas Sorriaux | Michaël Youn, Vincent Desagnat, Benjamin Morgaine | Comedy           |                                                              |
| A Very Long Engagement | Jean-Pierre Jeunet                | Audrey Tautou, Gaspard Ulliel, Marion Cotillard   | Romantic Drama   | 5 Cesar Awards, 2 Academy Award nominations                  |
| Banlieue 13            | Pierre Morel                      | Cyril Raffaelli, David Belle                      | Action           |                                                              |
| Lila says              | Ziad Doueiri                      | Vahina Giocante, Moa Khouas, Karim Ben Haddou     | Drama            |                                                              |